# Acanthinula
Acanthinula är ett släkte av snäckor som beskrevs av H. Beck 1847. Acanthinula ingår i familjen grässnäckor.
Släktet innehåller bara arten Acanthinula aculeata.

## Bildgalleri

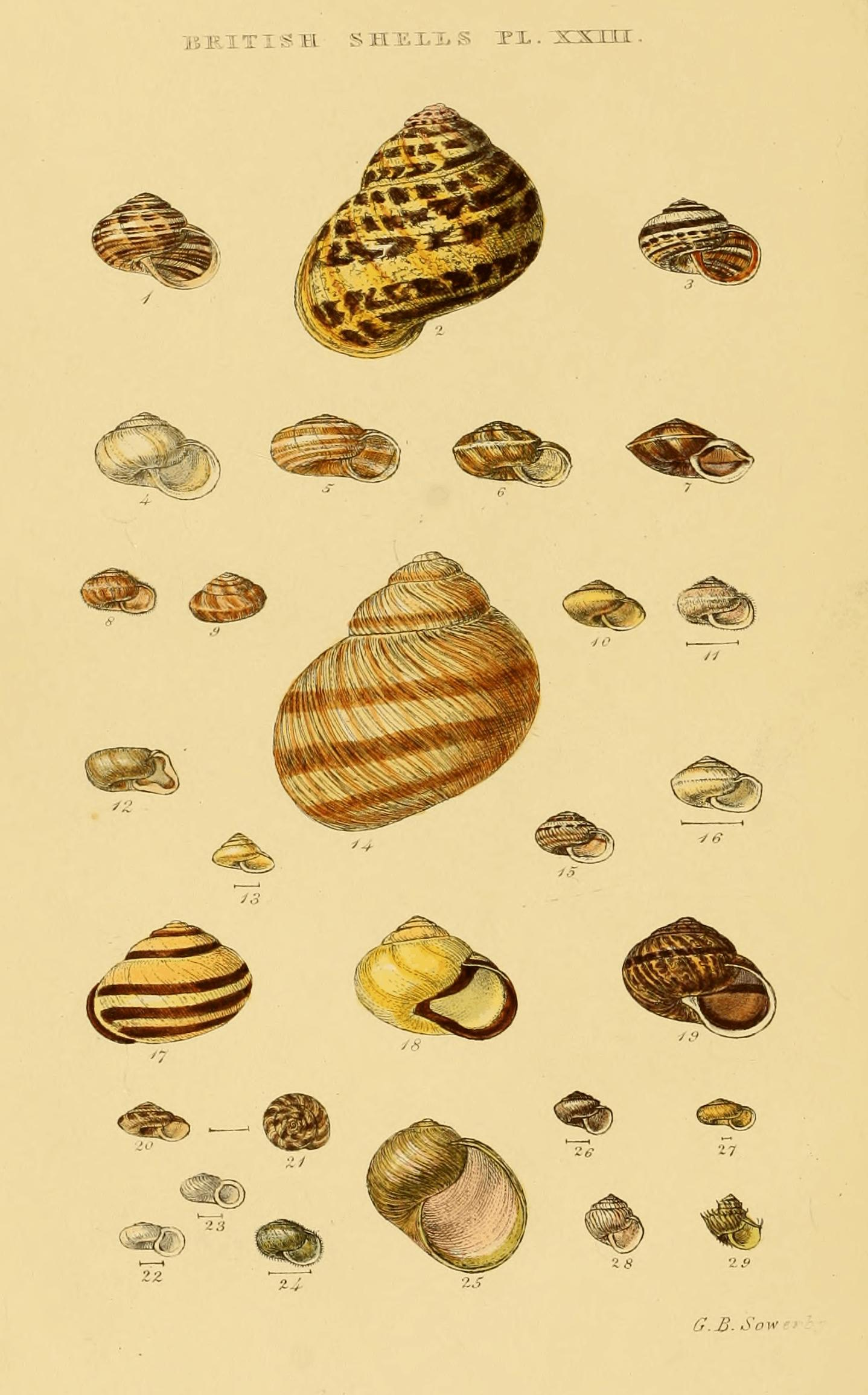
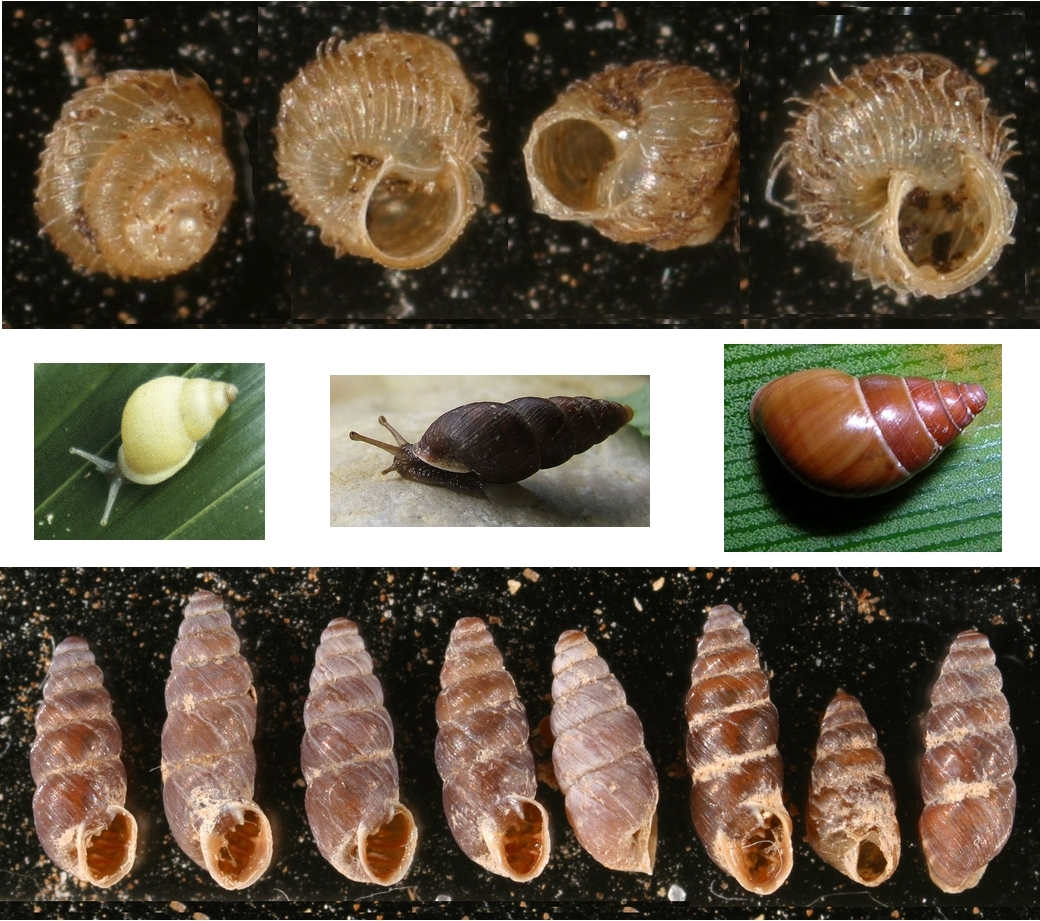